# Moignans
Le Moignans est une rivière de la Dombes qui se jette dans la Chalaronne, sous-affluent du Rhône par la Saône.

## Géographie
La longueur de son cours d'eau est de 15,1 km.
Le Moignans naît à Villeneuve, à 270 m d'altitude, près du lieu-dit le Champ de Lilite.
Il coule du sud vers le nord et traverse Saint-Trivier-sur-Moignans et Baneins puis se jette dans la Chalaronne à Dompierre-sur-Chalaronne, à 206 m d'altitude.

### Communes et cantons traversés
Dans le seul département de l'Ain, le Moignans traverse quatre communes et deux cantons :
- dans le sens amont vers aval : Villeneuve (source), Saint-Trivier-sur-Moignans, Baneins, Dompierre-sur-Chalaronne (confluence).

Soit en termes de cantons, le Moignans prend sa source dans le canton de Saint-Trivier-sur-Moignans et conflue dans le canton de Châtillon-sur-Chalaronne.

### Bassin versant
Le Moignans traverse une seule zone hydrographique La Saône de la Chalaronne à l'Ardière (U440) pour une superficie de 27 560 km2.

### Organisme gestionnaire
L'organisme gestionnaire est le SRTC ou syndicat des rivières des territoires de Chalaronne, créé le 15 janvier 2008, et sis à Châtillon-sur-Chalaronne. Un contrat de milieu est signé et en cours d'exécution,.

## Affluents
Le Moignans a un affluent contributeur:
- le ruisseau le Mazanan (rd), 5 km, sur les communes de Baneins, Relevant, et Saint-Trivier-sur-Moignans[5], complètement dans le canton de Saint-Trivier-sur-Moignans, le tout dans l'arrondissement de Bourg-en-Bresse avec un affluent :
  - le Bief Savuel (rg) 5 km, sur les deux communes de Saint-Trivier-sur-Moignans et Baneins.

Le rang de Strahler est donc de trois.